# Shaghat
Shaghat (in armeno Շաղատ) è un comune di 1 219 abitanti (2010) della Provincia di Syunik in Armenia.